# غتش غرد (بهمئي غرمسيري الشمالي)
غتش غرد (بالفارسية: گچ گرد) هي قرية تقع في إيران في قسم بهمئي غرمسیري الشمالي الريفي. يقدر عدد سكانها بـ 53 نسمة .